# Geolinguística

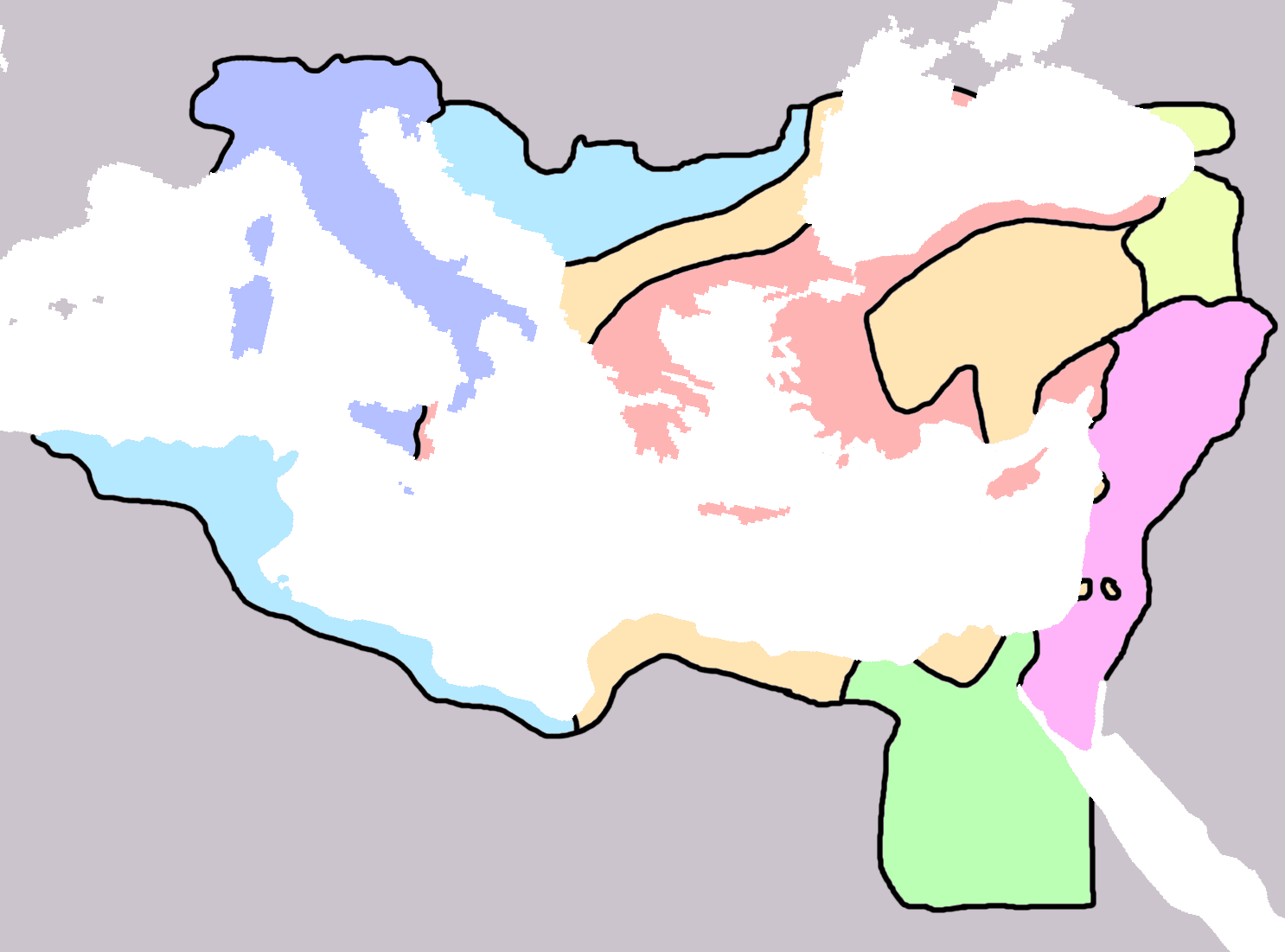
Um mapa das divisões linguísticas dentro do Império Bizantino de Justiniano I
Grego
Grego e nativo
Latim
Latim e nativo
Aramaico
Cóptico
Caucasiano e Armênio

A geografia da linguagem ou geolinguística é o ramo da geografia humana que estuda a distribuição geográfica da(s) língua(s) ou de seus elementos constituintes. A geografia linguística também pode se referir a estudos de como as pessoas falam sobre a paisagem. Por exemplo, a toponímia é o estudo de nomes de lugares. A etnoecologia da paisagem, também conhecida como etnofisiografia, é o estudo das ontologias da paisagem e como elas são expressas na linguagem.
Existem dois campos principais de estudo dentro da geografia da linguagem:
1. geografia das línguas, que trata da distribuição através da história e do espaço das línguas,[3] e/ou está preocupado com 'a análise dos padrões de distribuição e estruturas espaciais das línguas em contato'.[4]
2. sendo a geolinguística, quando usada como uma subdisciplina da geografia, o estudo dos 'processos políticos, econômicos e culturais que afetam o status e a distribuição das línguas'.[5] Quando percebida como uma subdisciplina da linguística que incorpora a linguística de contato, uma definição que aparece tem sido 'o estudo de línguas e dialetos em contato e em conflito com várias tendências contemporâneas sociais, econômicas, ideológicas, políticas e outras uma localização geográfica particular e em escala planetária'.[6]

Vários outros termos e subdisciplinas foram sugeridos, mas nenhum ganhou muita popularidade, incluindo:
- geografia linguística,[8] que lida com variações linguísticas regionais dentro das línguas,[9][10][11][12][7] também chamada de geografia dialetal, que alguns consideram uma subdivisão da geolinguística[5]
- uma divisão dentro do exame da geografia linguística separando os estudos da mudança ao longo do tempo e do espaço;[13]

Muitos estudos no que hoje é chamado de linguística de contato pesquisaram o efeito do contato linguístico, como as línguas ou dialetos (variedades) dos povos interagiram. Essa expansão territorial de grupos linguísticos geralmente resultou na sobreposição de línguas em áreas de fala existentes, em vez da substituição de uma língua por outra. Por exemplo, após a conquista normanda da Inglaterra, o francês antigo tornou-se a língua da aristocracia, mas o inglês médio permaneceu a língua da maioria da população.